# Geschichte von Britz im 14. bis 19. Jahrhundert
Die Geschichte von Britz im 14. bis 19. Jahrhundert beschreibt die Entwicklung des heutigen Berliner Ortsteils Britz von seiner Entstehung bis ins 19. Jahrhundert.

## 14.–16. Jahrhundert

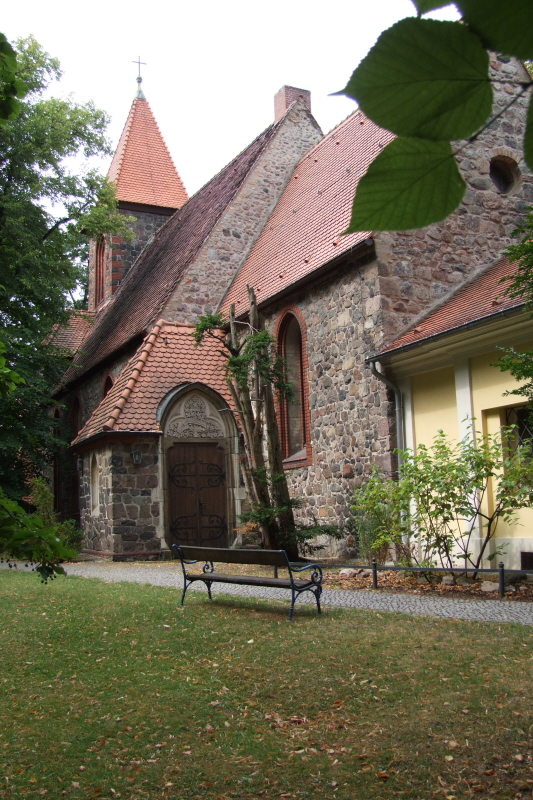
Dorfkirche Britz

Britz wurde urkundlich erstmals im Jahr 1305 durch die Nennung eines Heinricus de Bryzk erwähnt. Im Landbuch Kaiser Karls IV. von 1375 wurde es als Britzik, Brisk, Brysk und Brisck geführt. Der Ursprung des Ortsnamens liegt – wie bei allen märkischen Orten, die mit Bries…, Brietz… und Britz… beginnen, beim slawischen Wort bříza für Birke, vergleichbar mit den parallelen Namensbildungen für Orte, die mit Buch…, Buck… und Bück… beginnen (slaw. buk = Buche), sowie für Orte, die mit Liep… beginnen (slaw. lipa = Linde). Um 1369 war das Dorf im Besitz derer von Britzke auf Britz (nicht zu verwechseln mit den von Britzkes aus dem Jerichower Land). Sie hatten vom Landesherren das Ober- und Untergericht sowie das Kirchenpatronat erhalten. Ihr Gut war zu dieser Zeit zehn Hufen groß und sie erhielten Pacht und Krugzinsen. 1375 besaß Britz insgesamt 58 Hufen. Drei davon waren für den Pfarrer, eine für die Kirche bestimmt. Damit ist es ausgesprochen wahrscheinlich, dass es zu dieser Zeit bereits eine Dorfkirche gab. Als weitere Bewohner erschienen eine Familie von Barfuß mit einem acht Hufen großen Hof, ein Berchter Wichhus mit neun Hufen sowie die Familie Luckenwalde mit vier Hufen. Weitere 13 Hufen konnten zur Pacht vergeben werden. Im Ort gab es weiterhin 14 Kötter und einen Krug – allerdings, so verzeichnen die Akten, keine Mühle. Die Bauern mussten demnach zur Herstellung von Mehl in ein Nachbardorf gehen. 1450 erschien der Ort Brytzck in einem Schlossregister, einer Aufstellung von Zahlungsverpflichtungen gegenüber den Landesherren. Mittlerweile besaßen die von Britzke 28 freie Hufen, für die sie keine Abgaben leisten mussten. Die Gemarkung war 60 Hufen groß, davon für den Pfarrer drei und die Kirche nach wie vor eine Hufe. Vier Hufen waren allerdings wüst, d. h. unbesetzt, und brachten somit auch keine Einnahmen. Der Krug bestand weiterhin; außerdem arbeiteten in Britz zwölf Kötter. Die von Britzke hielten weiterhin das Ober- und Untergericht sowie das Patronat und konnten ihren Besitz im Jahr 1469 um ein Drittel des Anteils an Müggenbruch, einer landwirtschaftlich genutzten Fläche, erweitern. 1473 gelang es ihnen, einen halben Anteil an der wüsten Feldmark Osdorf zu erwerben. Was in den folgenden Jahren geschah, ist bislang nicht genau überliefert: 1480 wurde aber berichtet, dass 18 Hufen der Britzke nun wüst gefallen waren und weitere sieben „verbrannt“ seien. In der Ausgabe 1 des Britzer Heimatboten aus dem Jahr 1980 wurde beschrieben, dass Friedrich II. – auch der „Eiserne“ oder „Eisenzahn“ genannt – bereits im Jahr 1452 den Aufstieg der Britzkes argwöhnisch betrachtete und kurzerhand seiner Frau Katharina überschrieb. Zu dieser Zeit erschien (vor?) die Familie von Bardeleben zu Satzkorn, die von den Britzkes ein Viertel am Ober- und Untergericht sowie am Kirchenpatronat als Pfand erhielt. Sie hatte außerdem das Recht, ein Viertel der Holzung für sich zu beanspruchen, und erhielt 1491 die andere Hälfte der wüsten Feldmark Osdorf.

## 16. Jahrhundert
Anfang des 16. Jahrhunderts muss sich die Lage der Britzkes jedoch wieder erholt haben. Otto von Britzke erwarb 1507 Schulzendorf „mit allen Rechten“, ein Jahr später kaufte er von den Brüdern Caspar, Balzer und Joachim Botyn seinen Anteil an Lichterfelde zurück, den er Jahre zuvor hatte aufgeben müssen. Britz war zu dieser Zeit viergeteilt. Je ein Anteil gehörte den Brüdern Otto, Joachim und Georg von Britzke, die sie 1513 an die Brüder und Vettern Ebel, Hans, Heine und Heinrich mitbelehnten. Der vierte Anteil gehörte den Brüdern Friedrich und Dietrich von Bardeleben. Otto starb 1517, woraufhin seine Söhne Sigmund, Hans, Antonius, Georg, Otto und Friedrich von Britzke sein Erbe antraten. Der Sohn Otto wiederum erwarb 1530 von Jakab Wiese das Dorf Mehrow und verkaufte im Gegenzug Schulzendorf. Er und sein Bruder Otto führten im Ort die Reformation ein und beriefen 1541 mit Georgius Schulze den ersten Pfarrer, der etwa 60 Kommunikanten betreuen durfte. Ihm standen drei Pfarrhufen zu, hinzu kam eine Wiese „zu drei Fuder Heu“ sowie zwei Wispel acht Scheffel Scheffelkorn. Für seine seelsorgerische Tätigkeit erhielt er von der wüsten Feldmark Osdorf die „30. Mandel“ sowie weitere Hebungen. Der Küster hingegen musste sich mit einem Scheffelkorn von allen Hufen zufriedengeben. 1553 erwarben die von Britzke die zweite Hälfte der wüsten Feldmark Osdorf, die sie nun gänzlich besaßen.
Der Bardelebensche Anteil war auf Levin von Bardeleben übergegangen. Friedrich senior starb 1568, Dietrich im Jahr 1573 und Friedrich junior kinderlos im April 1578. Levin musste das verschuldete Gut daher erwerben und erhielt 1⁄8 der Ober- und Untergerichte, das Kirchlehn sowie Hand- und Spanndienste der Bauern Hans Grothe, Veit Behrend sowie des Kötters Dietrich Steffen und der Krüger Gürgen Stellen und Thewes Pelze. Grothe gab 18 Scheffel Roggen, einen Scheffel Hafer, 18 Groschen Zins, ein Rauchhuhn sowie den Fleischzehnt nebst Dienst. Behrend lieferte einen Wispel 21 Scheffel Roggen, einen Wispel 22 Scheffel Hafer, 45 Groschen Zinsen sowie ebenfalls den Fleischzehnt, ein Rauchhuhn und Dienste. Von Steffen erhielt er anderthalb Hühner, 7 1⁄2 Groschen Zapfenzins, den Zehnt sowie jedes Jahr einen Kötterdienst. Pelze wiederum gab vier Hühner, 14 Pfennig Zinsen, anderthalb Scheffel Hafer und einen halben Kötterdienst. Die Gemeinde musste für die Nutzung des Britzer Müggenbruchs anderthalb Pfund Pfeffer bezahlen.
Nach dem Tod Otto von Britzkes im Jahr 1579 übernahm zunächst der einzige Sohn Sigismund das Gut. Er verstarb aber ebenfalls früh und so kamen seine Vettern Hans, Heine und Gürgen von Britzke in den Besitz des zehn Hufen großen Hofes. Hans und Gürgen traten ihren Besitz an Heine und dessen Bruder Antonius ab, der wiederum seinen Besitz ebenfalls an Heine übergab. 1582 kam es zu einem Vergleich. Heine behielt das von ihm bewohnte Gut mit Hof, Scheune und Stall. Gürgen hingegen erhielt den Gutsanteil sowie sämtliche Einnahmen, die Dienste, Pacht und den Zehnt. In diesem Jahr gab es im Ort zehn Bauern und zehn Kötter. Heine konnte das Gut jedoch nicht halten und verkaufte 1587 es für auf vier Hufen für 3050 Taler an Levin von Bardeleben. Er starb 1595 und das Gut gelangte an seinen Sohn Jacob von Bardeleben auf Selchow, der Rittersitz mit sechs Hufen, 1⁄8 Ober- und Untergericht sowie dem Kirchenpatronat an den Amtshauptmann von Biesenthal, Franz von Rathenow.

## 17. Jahrhundert
Im Jahr 1600 lag das Kirchenpatronat im anteiligen Besitz von Heine, Gürgen und Matthias von Britzke, Jacob von Bardeleben und Franz von Rathenow. Dieser erwarb 1604 für 90 Taler von Heine, Gürgen und Matthias von Britzke einen Teil des Müggenbruchs, den Eichhorst. Im gleichen Jahr starb Jacob von Bardeleben und sein Gut übernahm Caspar von Bardeleben. Neben den drei Rittersitzen derer von Britzke gab es 1608 mit dem Rittersitz von Rathenow insgesamt vier Rittergüter. Am 7. April 1616 übernahm Hans Christian von Rathenow für 3450 Taler den Rittersitz mit sechs Hufen Land sowie allen Rechten von Franz von Rathenow, der in sein Gut Ruhlsdorf zog. 1618 starb Heine von Britzke, woraufhin seine Söhne Sigmund, Alexander und Otto sich darauf verständigten, das Sigismund das Gut Britz und Alexander das Gut Mehrow erhalten sollte, Otto hingegen ausbezahlt wurde. Kurz vor Ausbruch des Dreißigjährigen Krieges war Britz 23 Hufen groß. Es lebten dort sieben Hufner, zwei Kötter und ein Hirte. Außerdem gab es einen Laufschmied, d. h., es gab keine eigene Schmiede im Ort. Hans Christian von Rathenow hatte sich mittlerweile ebenfalls auf das Gut seines 1626 verstorbenen Vaters nach Ruhlsdorf zurückgezogen und seinen Anteil Ostern 1630 für 6027 Taler an seinen Bruder Levin verkauft. Der zweiten Anteil, den Jacob von Barbeleben von Franz von Rathenow erworben hatte, ging an Anna Katharina von Bardeleben, geb. Predöhl. Sie heiratete Friedrich Sigmund von Bernheim und führte das Gut weiter. Britz blieb bis 1627 von Kriegseinwirkungen zunächst verschont, wurde aber dann ebenfalls mehrfach verwüstet. 1636 verließen Gürgen Steffen und Martin Diewitz ihre Höfe, sodass ihre Besitzer Christian und Georg von Britzke für die wüst gefallenen Höfe aufkommen mussten. 1652 erschien erstmals in einem Landarbeiterbericht die Schreibweise Britz. Zu dieser Zeit lebten noch der Schulze mit einem Knecht und einem Jungen sowie vier Bauern und zwei Kötter in Britz. 1659 und 1660 ging der Britzkesche Anteil an die Familie Müller. Sie übernahm 1665 das Bardelebensche Viertel als Lehen und ein Jahr später das Bardelebensche Achtel – und besaß somit 1666 ganz Britz. Von diesem Besitz gingen fünf Ritterhufen, 2 1⁄2 Bauernhufen, ein Teil der Ober- und Untergerichtsbarkeit sowie ein Teil des Kirchenpatronats nebst Schäfereigerechtigkeit und einem wüsten Hausmannshof an die Familie von Algenstedt und von dort 1694 an den Kurfürsten. Ein anderer Teil ging 1699 über die Familie von Chwalkowski an die von Erlach.

## 18. Jahrhundert

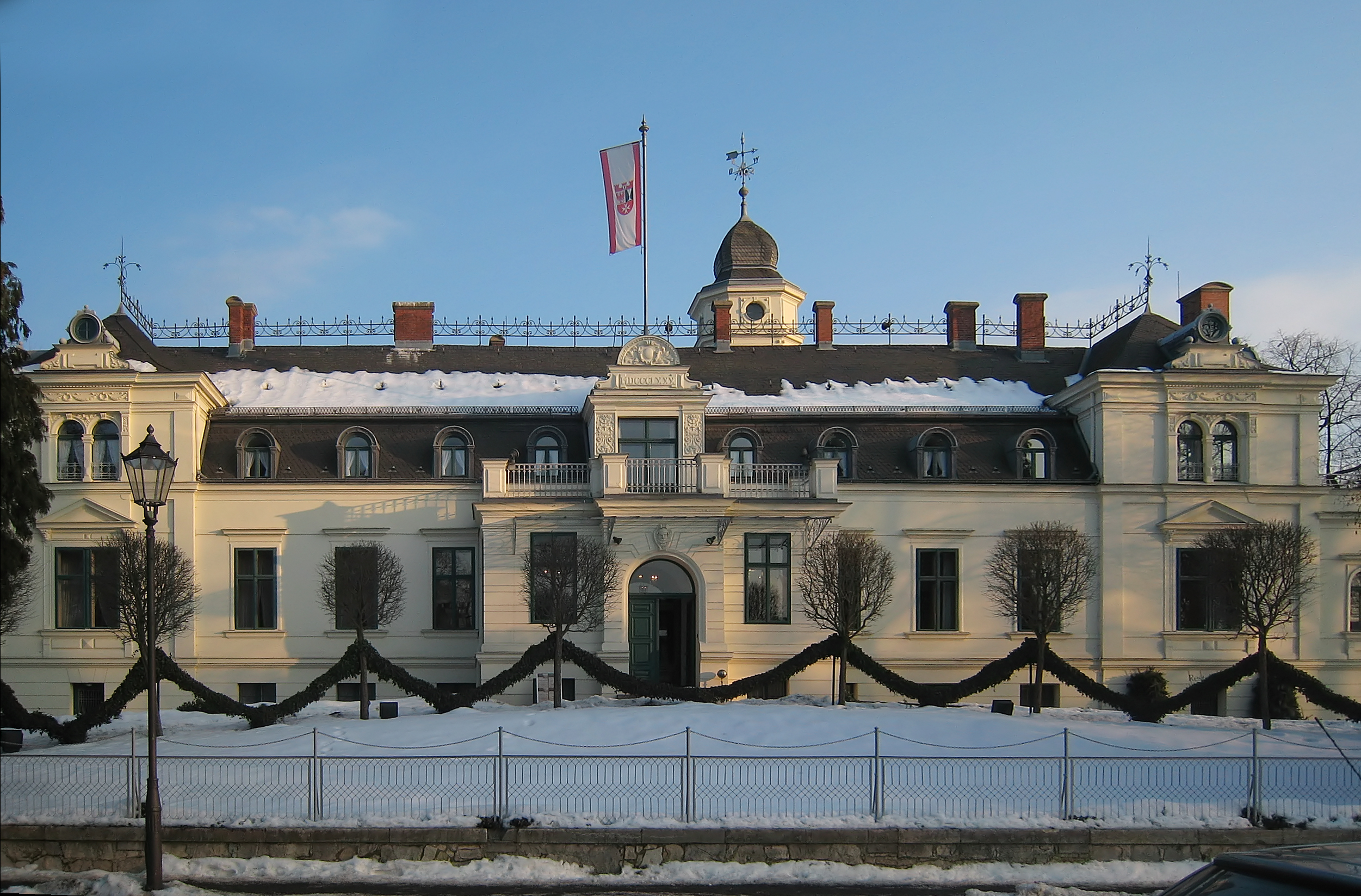
Schloss Britz

Die Familie von Erlach war von 1707 bis 1713 im gesamten Besitz von Britz. Unter der Leitung des Feldmarschalls Sigismund von Erlach entstand ein neues Gutshaus, das Schloss Britz. 1711 gab es sieben Hufner, acht Kötter, einen Hirten, einen Schmied, einen Schäfer, einen großen und einen kleinen Knecht sowie einen Jungen und zwei Paar Hausleute. Sie bewirtschafteten insgesamt 27 Hufen. Nach 1713 wechselten die Eigentümer in kurzer Reihenfolge. Bis 1719 war der Ort im Eigentum des Grafen von Schwerin, danach bis 1729 bei der Freifrau von Ilgen, bis 1754 bei der Freifrau von Knyphausen geborene von Ilgen und von 1754 bis nach 1805 bei deren Nachkommen, den Grafen von Hertzberg. 1745 gab es neben dem Rittergut einen Krug, zehn Bauern und acht Kötter. Der nördlich angrenzende Ortsteil Neukölln (damals: Rixdorf) war im 18. Jahrhundert auch von der Ansiedlung vorwiegend nordböhmischer Bauern und Handwerker geprägt, die Glaubensflüchtlinge waren und deren Nachkommen auch in die südlichen Vororte Britz, Buckow und Rudow zogen. 1771 bestanden im Ort 16 Giebel (= Wohnhäuser); es gab eine Schmiede und einen Hirten, drei Paar Hausleute, einen Schäfer, einen Großknecht, einen Mittelknecht und einen Kleinknecht. Sie zahlten für 27 Hufen ja acht Groschen Abgaben.

## 19. Jahrhundert

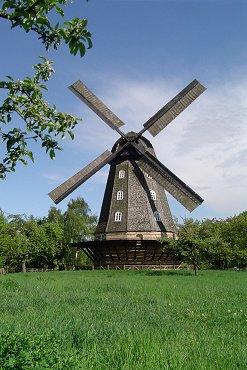
Britzer Mühle

1801 lebten im Ort neun Ganzbauern, sechs Ganzkötter, zwei Halbkötter, ein Büdner und 16 Einlieger. Es gab einen Radmacher, eine Schmiede, einen Krug (den Buschkrug), eine Windmühle sowie eine Schäferei. Dem Förster standen 1500 Morgen Holz zur Bewirtschaftung zur Verfügung, das Gut war 27 Hufen, das Rittergut 29 Hufen groß. In Summe bestanden 35 Feuerstellen (= Haushalte). Aus dem Jahr 1840 sind das Dorf mit Buschkrug sowie das Rittergut überliefert. Insgesamt gab es 57 Wohnhäuser. 
1858 bestanden im Kreis Teltow die Landgemeinde Britz mit dem Dorf, der Kolonie Neubritz und dem Etablissement Buschkrug sowie der Gutsbezirk Britz. Es gab 17 Hofeigentümer und 15 Pächter, die 74 Knechte und Mägde sowie 63 Tagelöhner beschäftigten. Hinzu kamen 21 nebengewerbliche Landwirte mit 29 Knechten und Mägden sowie 127 Arbeiter. Die Statistik wies weiterhin 30 Personen Gesinde, sieben Bediente und 53 Besitzungen aus: Das Rittergut nahm mit 2480 Morgen die größte Fläche ein. 19 weitere Besitzungen war zwischen 30 und 300 Morgen groß und umfassten zusammen 1511 Morgen. 15 weitere Besitzungen waren zwischen 5 und 30 Morgen groß (zusammen 255 Morgen) sowie 18 Besitzungen unter fünf Morgen, die zusammen auf 24 Morgen Fläche kamen. Mittlerweile hatte sich eine umfangreiche Handwerkerschaft angesiedelt. So gab es beispielsweise zehn Bäckermeister mit 14 Gesellen, drei Tischlermeister, einen Schlossermeister mit vier Gesellen und einem Lehrling, einen Viktualienhändler, aber auch drei Krüge und 15 Arme. 
Britz wuchs weiter an und 1860 gab es bereits drei öffentliche Gebäude, 54 Wohn- und 78 Wirtschaftsgebäude, darunter zwei Getreidemühlen. Hinzu kamen drei Wohn- und vier Wirtschaftsgebäude in Neu-Britz, dazu ein Gasthaus und Wohnhaus Buschkrug mit zwei Wohn- und drei Wirtschaftsgebäuden. Der Gutsbezirk Britz wurde 1873 in die Landgemeinde eingegliedert.